# Boppeus pauliani
Boppeus pauliani är en skalbaggsart som beskrevs av Jean François Villiers 1982. Boppeus pauliani ingår i släktet Boppeus och familjen långhorningar.
Artens utbredningsområde är Madagaskar. Inga underarter finns listade.